# Meracanthomyia nigrofemorata
Meracanthomyia nigrofemorata är en tvåvingeart som beskrevs av Hardy 1973. Meracanthomyia nigrofemorata ingår i släktet Meracanthomyia och familjen borrflugor. Inga underarter finns listade i Catalogue of Life.